# Лі Джон Хва
Лі Джон Хва (кор. 이종화, нар. 20 липня 1963, Тхонйон) — південнокорейський футболіст, що грав на позиції захисника.
Виступав за клуби «Хьонде Хорані» та «Чхонан Ільхва Чхонма», а також національну збірну Південної Кореї.

## Клубна кар'єра
У дорослому футболі дебютував 1986 року виступами за команду клубу «Хьонде Хорані», в якій провів п'ять сезонів, взявши участь у 56 матчах чемпіонату.
До складу клубу «Чхонан Ільхва Чхонма» приєднався 1991 року. Завершив професійну кар'єру виступами за команду з Чхонана у 1996 році, провівши за цей час 106 матчів в національному чемпіонаті.

## Виступи за збірну
1994 року був включений до заявки національної збірної Південної Кореї для участі у фінальній частині чемпіонату світу 1994 року у США. В рамках підготовки до цього турніру дебютував в іграх за національну команду у товариському контрольному матчі проти збірної Еквадору, проте ця гра так й залишилася для нього єдиною у формі збірної — ані на самому турнірі, ані після нього на поле у складі головної команди країни не виходив.
| Дата     | Місто  | Господарі | Результат | Гості          | Турнір           | Голи | Примітки |
| -------- | ------ | --------- | --------- | -------------- | ---------------- | ---- | -------- |
| 5-6-1994 | Бостон | Еквадор   | 2 – 1     | Південна Корея | товариський матч | -    | 46'      |
| Усього   |        | Матчів    | 1         |                | Голів            | 0    |          |